# 10.º distrito congresional de Virginia
El 10.º distrito congresional es un distrito congresional que elige a un Representante para la Cámara de Representantes de los Estados Unidos por el estado de Virginia.  Según la Oficina del Censo, en 2011 el distrito tenía una población de 851 941 habitantes. Actualmente el distrito está representado por la Demócrata Jennifer Wexton.

## Geografía
El 10.º distrito congresional se encuentra ubicado en las coordenadas 39°4′33″N 77°51′24″O / 39.07583, -77.85667.

## Demografía
Según la Oficina del Censo de los Estados Unidos, en 2011 había 851 941 personas residiendo en el 10.º distrito congresional. De los 851 941 habitantes, el distrito estaba compuesto por 648 393 (76.1%) blancos; de esos, 622 215 (73%) eran blancos no latinos o hispanos. Además 60 396 (7.1%) eran afroamericanos o negros, 3 494 (0.4%) eran nativos de Alaska o amerindios, 102 213 (12%) eran asiáticos, 619 (0.1%) eran nativos de Hawái o isleños del Pacífico, 32 887 (3.9%) eran de otras razas y 30 117 (3.5%) pertenecían a dos o más razas. Del total de la población 114 420 (13.4%) eran hispanos o latinos de cualquier raza; 23 042 (2.7%) eran de ascendencia mexicana, 8 129 (1%) puertorriqueña y 1 768 (0.2%) cubana. Además del inglés, había 94 008 (11.9%) personas de más cinco años que solamente hablaba el español en casa.
El número total de hogares en el distrito era de 293 371, y el 73.7% eran familias en la cual el 39.2 tenían menores de 18 años de edad viviendo con ellos. De todas las familias viviendo en el distrito, solamente el 61% eran matrimonios. Del total de hogares en el distrito, el 4.4 eran parejas que no estaban casadas, mientras que el 0.4% eran parejas del mismo sexo. El promedio de personas por hogar era de 2.88. 
En 2011 los ingresos medios por hogar en el distrito congresional eran de US$101 893, y los ingresos medios por familia eran de US$142 094. Los hogares que no formaban una familia tenían unos ingresos de US$78 678. El salario promedio de tiempo completo para los hombres era de US$82 996 frente a los US$51 372 para las mujeres. La renta per cápita para el distrito era de US$44 258. Alrededor del 4.4% de la población estaban por debajo del umbral de pobreza.